# Wei od Chua
Kralj Wei od Chua (kineski 楚威王) bio je drevni vladar kineske države Chua, sin i nasljednik kralja Xuāna od Chua. Bio je potomak Điliana i Zhuanxua.
Bio je iz kuće Mi te mu je prezime bilo Xiong. Njegovo osobno ime bilo je Shang [Šang]; to se ime nije izgovaralo nakon što je stupio na prijestolje nakon očeve smrti.
Naslijedio ga je sin Huai.
O ovom se kralju ništa više ne zna, jer je car Qin Shi Huangdi dao spaliti mnoge knjige i bilješke o drevnoj povijesti.